# Ripídio
Ripídio ( do latim Rhipidion e este do grego ‘ριπίς, ίδος :  leque) é uma espécie de leque litúrgico usado no rito bizantino.

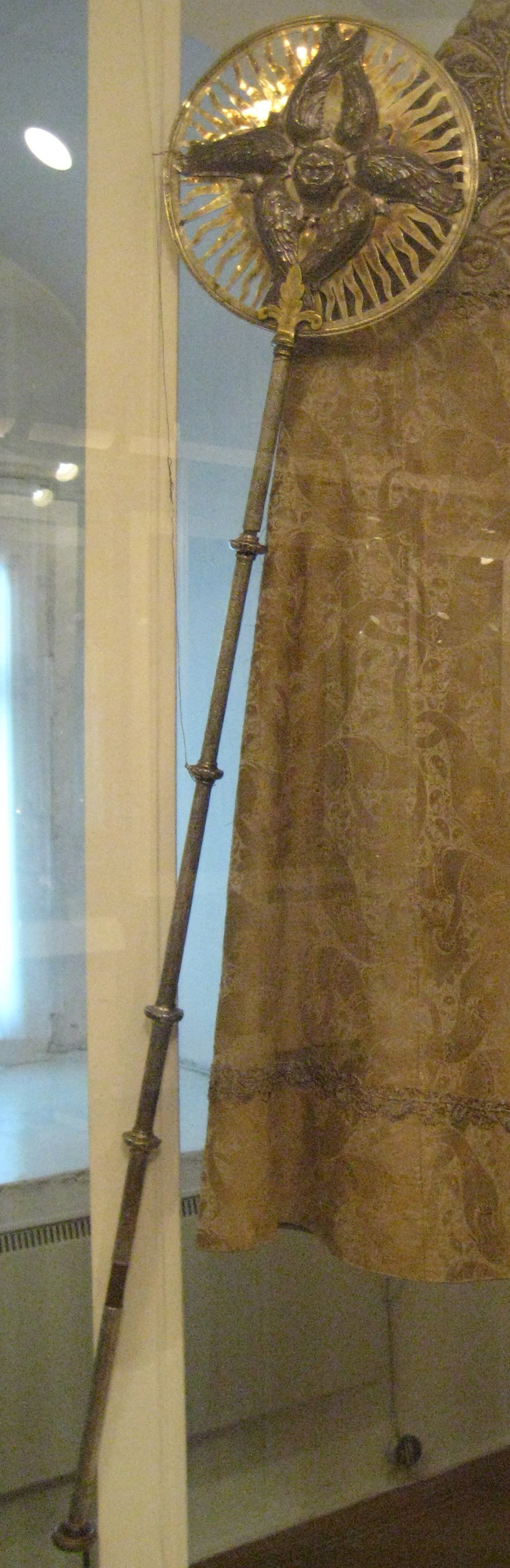
Ripídio cristão oriental do século XIX (Museu Pskov).

O ripídio é composto de um disco de metal fixado numa haste de madeira ou metal. No disco sempre está gravada ou representada em meio-relevo a imagem de um Serafim, com suas seis asas.

Em determinados momentos da missa, especialmente na missa pontifical, o diácono agita o ripídio sobre as santas espécies,  simbolizando o fremir das asas dos serafins que cercam Deus. 

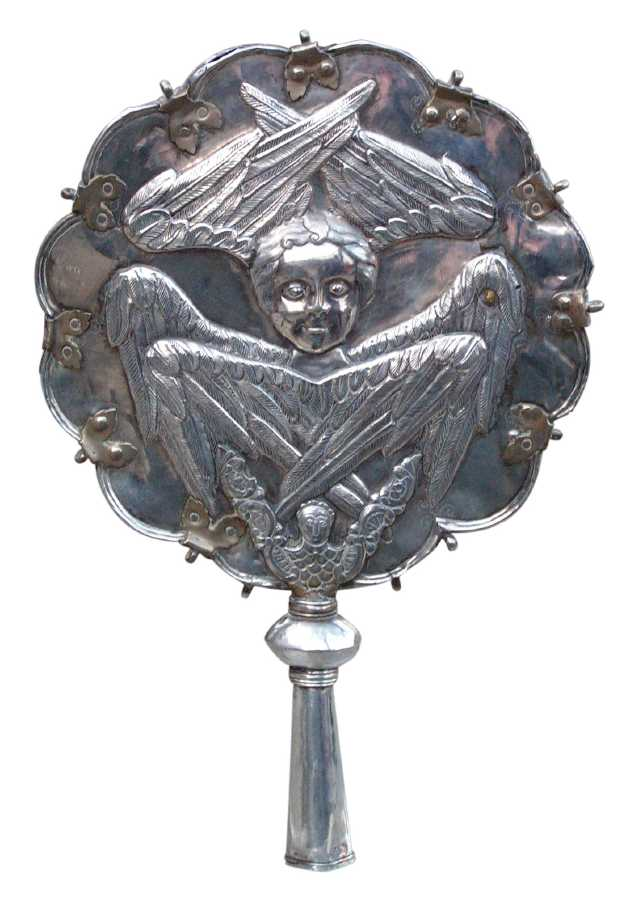
Ripídio de prata com um anjo de seis asas serafim.

Também, normalmente, nas procissões dois ripídios ladeiam a cruz processional.